# George Beesley
George Beesley (auch Bisley) (* ? in  The Hill; † 1. oder 2. Juli 1591 in London) war ein aus England stammender römisch-katholischer Priester, Märtyrer, der 1987 seliggesprochen wurde.
Beesley wurde im Ort The Hill der Gemeinde Goosnargh in Lancashire geboren und stammte aus einer katholischen Familie. Er erhielt seine Ausbildung in Reims, Frankreich, im englischsprachigen Kolleg von Douai, das zu dieser Zeit nach Reims ausgelagert war. Am 14. März 1587 wurde er zum Priester geweiht. Er wurde am 1. November 1588 zur Mission nach England zurückgesandt, gegen den Act Against Jesuits and Seminarists  von Elisabeth I. von 1585, der auch die Grundlage seines Todesurteils und der Hinrichtungsart wurde. Gegen Ende des Jahres 1590 wurde er verhaftet und von Richard Topcliffe derart oft gefoltert, dass sein Körper am Ende fast nur noch aus seinem Skelett bestand. Dennoch soll er, auch unter den schlimmsten Torturen, nichts verraten haben, was andere katholische Priester in England hätte in Gefahr bringen können. Beesley wurde am 1. oder 2. Juli 1591 in der Fleet Street in London gehängt, ausgeweidet und gevierteilt. Seine letzten Worte sollen “Good people, I beseech God to send all felicity.” gewesen sein. Mit ihm am gleichen Tag und auf die gleiche Weise starb auch der ebenfalls seliggesprochene Priester Montford Scott.
Er wurde zusammen mit 84 weiteren in England getöteten Priestern und Katholiken von Papst Johannes Paul II. am 22. November 1987 seliggesprochen. Der Gedenktag für ihn und Scott ist der 1. Juli.
Auf dem Gelände seines Geburtshauses in Goosnargh befindet sich heute die zum Bistum Lancaster gehörende St. Francis Hill Chapel, die auch ein Kirchenfenster mit dem Bildnis des Seligen aufweist.